# Drenovec (priimek)
Drenovec je priimek v Sloveniji, ki ga je po podatkih Statističnega urada Republike Slovenije na dan 1. januarja 2010 uporabljalo 64 oseb in je med vsemi priimki po pogostosti uporabe uvrščen na 6.299. mesto.

## Znani nosilci priimka
- Franc Drenovec (1917—1968), novinar, urednik, dopisnik
- Franček Drenovec (*1951), ekonomist, publicist
- Lojze Drenovec (1891—1971), igralec
- Marko Drenovec (1946—2001)